# Чіні — Лойда тема
Те́ма Чіні — Ло́йда — тема в шаховій композиції в триходівці або багатоходівці. Суть теми — біла лінійна фігура робить критичний хід, наступним ходом вона виключається іншою білою фігурою для розпатовування чорного короля. Надалі ці дві білі фігури, як правило, не беруть участі в грі.

## Історія
Ідею запропонував в 1860 році американський шаховий композитор Джордж Чіні (02.04.1837 — 21.07.1861). Незалежно від Д. Чіні в 1876 році таку ж комбінацію знайшов інший американський шаховий композитор Семюель Лойд (30.01.1841 — 10.04.1911).
 Спочатку білі роблять критичний хід, щоб наступним ходом іншою тематичною фігурою виключити з лінії фігуру, яка зробила критичний хід. Це робиться, щоб унеможливити чорним створити патову ситуацію. Надалі білі оголошують мат без участі тематичних фігур.
Ідея дістала назву — тема Чіні — Лойда.
|   | a | b | c | d | e | f | g | h |   |
| 8 | b8 білий король · d7 чорний пішак · g7 білий слон · d6 білий кінь · e6 чорний пішак · e5 чорний пішак · f5 чорний пішак · g5 чорний пішак · b4 білий пішак · d4 чорний король · g4 білий пішак · b3 біла тура · g3 білий пішак · h1 білий слон | b8 білий король · d7 чорний пішак · g7 білий слон · d6 білий кінь · e6 чорний пішак · e5 чорний пішак · f5 чорний пішак · g5 чорний пішак · b4 білий пішак · d4 чорний король · g4 білий пішак · b3 біла тура · g3 білий пішак · h1 білий слон | b8 білий король · d7 чорний пішак · g7 білий слон · d6 білий кінь · e6 чорний пішак · e5 чорний пішак · f5 чорний пішак · g5 чорний пішак · b4 білий пішак · d4 чорний король · g4 білий пішак · b3 біла тура · g3 білий пішак · h1 білий слон | b8 білий король · d7 чорний пішак · g7 білий слон · d6 білий кінь · e6 чорний пішак · e5 чорний пішак · f5 чорний пішак · g5 чорний пішак · b4 білий пішак · d4 чорний король · g4 білий пішак · b3 біла тура · g3 білий пішак · h1 білий слон | b8 білий король · d7 чорний пішак · g7 білий слон · d6 білий кінь · e6 чорний пішак · e5 чорний пішак · f5 чорний пішак · g5 чорний пішак · b4 білий пішак · d4 чорний король · g4 білий пішак · b3 біла тура · g3 білий пішак · h1 білий слон | b8 білий король · d7 чорний пішак · g7 білий слон · d6 білий кінь · e6 чорний пішак · e5 чорний пішак · f5 чорний пішак · g5 чорний пішак · b4 білий пішак · d4 чорний король · g4 білий пішак · b3 біла тура · g3 білий пішак · h1 білий слон | b8 білий король · d7 чорний пішак · g7 білий слон · d6 білий кінь · e6 чорний пішак · e5 чорний пішак · f5 чорний пішак · g5 чорний пішак · b4 білий пішак · d4 чорний король · g4 білий пішак · b3 біла тура · g3 білий пішак · h1 білий слон | b8 білий король · d7 чорний пішак · g7 білий слон · d6 білий кінь · e6 чорний пішак · e5 чорний пішак · f5 чорний пішак · g5 чорний пішак · b4 білий пішак · d4 чорний король · g4 білий пішак · b3 біла тура · g3 білий пішак · h1 білий слон | 8 |
| 7 | b8 білий король · d7 чорний пішак · g7 білий слон · d6 білий кінь · e6 чорний пішак · e5 чорний пішак · f5 чорний пішак · g5 чорний пішак · b4 білий пішак · d4 чорний король · g4 білий пішак · b3 біла тура · g3 білий пішак · h1 білий слон | b8 білий король · d7 чорний пішак · g7 білий слон · d6 білий кінь · e6 чорний пішак · e5 чорний пішак · f5 чорний пішак · g5 чорний пішак · b4 білий пішак · d4 чорний король · g4 білий пішак · b3 біла тура · g3 білий пішак · h1 білий слон | b8 білий король · d7 чорний пішак · g7 білий слон · d6 білий кінь · e6 чорний пішак · e5 чорний пішак · f5 чорний пішак · g5 чорний пішак · b4 білий пішак · d4 чорний король · g4 білий пішак · b3 біла тура · g3 білий пішак · h1 білий слон | b8 білий король · d7 чорний пішак · g7 білий слон · d6 білий кінь · e6 чорний пішак · e5 чорний пішак · f5 чорний пішак · g5 чорний пішак · b4 білий пішак · d4 чорний король · g4 білий пішак · b3 біла тура · g3 білий пішак · h1 білий слон | b8 білий король · d7 чорний пішак · g7 білий слон · d6 білий кінь · e6 чорний пішак · e5 чорний пішак · f5 чорний пішак · g5 чорний пішак · b4 білий пішак · d4 чорний король · g4 білий пішак · b3 біла тура · g3 білий пішак · h1 білий слон | b8 білий король · d7 чорний пішак · g7 білий слон · d6 білий кінь · e6 чорний пішак · e5 чорний пішак · f5 чорний пішак · g5 чорний пішак · b4 білий пішак · d4 чорний король · g4 білий пішак · b3 біла тура · g3 білий пішак · h1 білий слон | b8 білий король · d7 чорний пішак · g7 білий слон · d6 білий кінь · e6 чорний пішак · e5 чорний пішак · f5 чорний пішак · g5 чорний пішак · b4 білий пішак · d4 чорний король · g4 білий пішак · b3 біла тура · g3 білий пішак · h1 білий слон | b8 білий король · d7 чорний пішак · g7 білий слон · d6 білий кінь · e6 чорний пішак · e5 чорний пішак · f5 чорний пішак · g5 чорний пішак · b4 білий пішак · d4 чорний король · g4 білий пішак · b3 біла тура · g3 білий пішак · h1 білий слон | 7 |
| 6 | b8 білий король · d7 чорний пішак · g7 білий слон · d6 білий кінь · e6 чорний пішак · e5 чорний пішак · f5 чорний пішак · g5 чорний пішак · b4 білий пішак · d4 чорний король · g4 білий пішак · b3 біла тура · g3 білий пішак · h1 білий слон | b8 білий король · d7 чорний пішак · g7 білий слон · d6 білий кінь · e6 чорний пішак · e5 чорний пішак · f5 чорний пішак · g5 чорний пішак · b4 білий пішак · d4 чорний король · g4 білий пішак · b3 біла тура · g3 білий пішак · h1 білий слон | b8 білий король · d7 чорний пішак · g7 білий слон · d6 білий кінь · e6 чорний пішак · e5 чорний пішак · f5 чорний пішак · g5 чорний пішак · b4 білий пішак · d4 чорний король · g4 білий пішак · b3 біла тура · g3 білий пішак · h1 білий слон | b8 білий король · d7 чорний пішак · g7 білий слон · d6 білий кінь · e6 чорний пішак · e5 чорний пішак · f5 чорний пішак · g5 чорний пішак · b4 білий пішак · d4 чорний король · g4 білий пішак · b3 біла тура · g3 білий пішак · h1 білий слон | b8 білий король · d7 чорний пішак · g7 білий слон · d6 білий кінь · e6 чорний пішак · e5 чорний пішак · f5 чорний пішак · g5 чорний пішак · b4 білий пішак · d4 чорний король · g4 білий пішак · b3 біла тура · g3 білий пішак · h1 білий слон | b8 білий король · d7 чорний пішак · g7 білий слон · d6 білий кінь · e6 чорний пішак · e5 чорний пішак · f5 чорний пішак · g5 чорний пішак · b4 білий пішак · d4 чорний король · g4 білий пішак · b3 біла тура · g3 білий пішак · h1 білий слон | b8 білий король · d7 чорний пішак · g7 білий слон · d6 білий кінь · e6 чорний пішак · e5 чорний пішак · f5 чорний пішак · g5 чорний пішак · b4 білий пішак · d4 чорний король · g4 білий пішак · b3 біла тура · g3 білий пішак · h1 білий слон | b8 білий король · d7 чорний пішак · g7 білий слон · d6 білий кінь · e6 чорний пішак · e5 чорний пішак · f5 чорний пішак · g5 чорний пішак · b4 білий пішак · d4 чорний король · g4 білий пішак · b3 біла тура · g3 білий пішак · h1 білий слон | 6 |
| 5 | b8 білий король · d7 чорний пішак · g7 білий слон · d6 білий кінь · e6 чорний пішак · e5 чорний пішак · f5 чорний пішак · g5 чорний пішак · b4 білий пішак · d4 чорний король · g4 білий пішак · b3 біла тура · g3 білий пішак · h1 білий слон | b8 білий король · d7 чорний пішак · g7 білий слон · d6 білий кінь · e6 чорний пішак · e5 чорний пішак · f5 чорний пішак · g5 чорний пішак · b4 білий пішак · d4 чорний король · g4 білий пішак · b3 біла тура · g3 білий пішак · h1 білий слон | b8 білий король · d7 чорний пішак · g7 білий слон · d6 білий кінь · e6 чорний пішак · e5 чорний пішак · f5 чорний пішак · g5 чорний пішак · b4 білий пішак · d4 чорний король · g4 білий пішак · b3 біла тура · g3 білий пішак · h1 білий слон | b8 білий король · d7 чорний пішак · g7 білий слон · d6 білий кінь · e6 чорний пішак · e5 чорний пішак · f5 чорний пішак · g5 чорний пішак · b4 білий пішак · d4 чорний король · g4 білий пішак · b3 біла тура · g3 білий пішак · h1 білий слон | b8 білий король · d7 чорний пішак · g7 білий слон · d6 білий кінь · e6 чорний пішак · e5 чорний пішак · f5 чорний пішак · g5 чорний пішак · b4 білий пішак · d4 чорний король · g4 білий пішак · b3 біла тура · g3 білий пішак · h1 білий слон | b8 білий король · d7 чорний пішак · g7 білий слон · d6 білий кінь · e6 чорний пішак · e5 чорний пішак · f5 чорний пішак · g5 чорний пішак · b4 білий пішак · d4 чорний король · g4 білий пішак · b3 біла тура · g3 білий пішак · h1 білий слон | b8 білий король · d7 чорний пішак · g7 білий слон · d6 білий кінь · e6 чорний пішак · e5 чорний пішак · f5 чорний пішак · g5 чорний пішак · b4 білий пішак · d4 чорний король · g4 білий пішак · b3 біла тура · g3 білий пішак · h1 білий слон | b8 білий король · d7 чорний пішак · g7 білий слон · d6 білий кінь · e6 чорний пішак · e5 чорний пішак · f5 чорний пішак · g5 чорний пішак · b4 білий пішак · d4 чорний король · g4 білий пішак · b3 біла тура · g3 білий пішак · h1 білий слон | 5 |
| 4 | b8 білий король · d7 чорний пішак · g7 білий слон · d6 білий кінь · e6 чорний пішак · e5 чорний пішак · f5 чорний пішак · g5 чорний пішак · b4 білий пішак · d4 чорний король · g4 білий пішак · b3 біла тура · g3 білий пішак · h1 білий слон | b8 білий король · d7 чорний пішак · g7 білий слон · d6 білий кінь · e6 чорний пішак · e5 чорний пішак · f5 чорний пішак · g5 чорний пішак · b4 білий пішак · d4 чорний король · g4 білий пішак · b3 біла тура · g3 білий пішак · h1 білий слон | b8 білий король · d7 чорний пішак · g7 білий слон · d6 білий кінь · e6 чорний пішак · e5 чорний пішак · f5 чорний пішак · g5 чорний пішак · b4 білий пішак · d4 чорний король · g4 білий пішак · b3 біла тура · g3 білий пішак · h1 білий слон | b8 білий король · d7 чорний пішак · g7 білий слон · d6 білий кінь · e6 чорний пішак · e5 чорний пішак · f5 чорний пішак · g5 чорний пішак · b4 білий пішак · d4 чорний король · g4 білий пішак · b3 біла тура · g3 білий пішак · h1 білий слон | b8 білий король · d7 чорний пішак · g7 білий слон · d6 білий кінь · e6 чорний пішак · e5 чорний пішак · f5 чорний пішак · g5 чорний пішак · b4 білий пішак · d4 чорний король · g4 білий пішак · b3 біла тура · g3 білий пішак · h1 білий слон | b8 білий король · d7 чорний пішак · g7 білий слон · d6 білий кінь · e6 чорний пішак · e5 чорний пішак · f5 чорний пішак · g5 чорний пішак · b4 білий пішак · d4 чорний король · g4 білий пішак · b3 біла тура · g3 білий пішак · h1 білий слон | b8 білий король · d7 чорний пішак · g7 білий слон · d6 білий кінь · e6 чорний пішак · e5 чорний пішак · f5 чорний пішак · g5 чорний пішак · b4 білий пішак · d4 чорний король · g4 білий пішак · b3 біла тура · g3 білий пішак · h1 білий слон | b8 білий король · d7 чорний пішак · g7 білий слон · d6 білий кінь · e6 чорний пішак · e5 чорний пішак · f5 чорний пішак · g5 чорний пішак · b4 білий пішак · d4 чорний король · g4 білий пішак · b3 біла тура · g3 білий пішак · h1 білий слон | 4 |
| 3 | b8 білий король · d7 чорний пішак · g7 білий слон · d6 білий кінь · e6 чорний пішак · e5 чорний пішак · f5 чорний пішак · g5 чорний пішак · b4 білий пішак · d4 чорний король · g4 білий пішак · b3 біла тура · g3 білий пішак · h1 білий слон | b8 білий король · d7 чорний пішак · g7 білий слон · d6 білий кінь · e6 чорний пішак · e5 чорний пішак · f5 чорний пішак · g5 чорний пішак · b4 білий пішак · d4 чорний король · g4 білий пішак · b3 біла тура · g3 білий пішак · h1 білий слон | b8 білий король · d7 чорний пішак · g7 білий слон · d6 білий кінь · e6 чорний пішак · e5 чорний пішак · f5 чорний пішак · g5 чорний пішак · b4 білий пішак · d4 чорний король · g4 білий пішак · b3 біла тура · g3 білий пішак · h1 білий слон | b8 білий король · d7 чорний пішак · g7 білий слон · d6 білий кінь · e6 чорний пішак · e5 чорний пішак · f5 чорний пішак · g5 чорний пішак · b4 білий пішак · d4 чорний король · g4 білий пішак · b3 біла тура · g3 білий пішак · h1 білий слон | b8 білий король · d7 чорний пішак · g7 білий слон · d6 білий кінь · e6 чорний пішак · e5 чорний пішак · f5 чорний пішак · g5 чорний пішак · b4 білий пішак · d4 чорний король · g4 білий пішак · b3 біла тура · g3 білий пішак · h1 білий слон | b8 білий король · d7 чорний пішак · g7 білий слон · d6 білий кінь · e6 чорний пішак · e5 чорний пішак · f5 чорний пішак · g5 чорний пішак · b4 білий пішак · d4 чорний король · g4 білий пішак · b3 біла тура · g3 білий пішак · h1 білий слон | b8 білий король · d7 чорний пішак · g7 білий слон · d6 білий кінь · e6 чорний пішак · e5 чорний пішак · f5 чорний пішак · g5 чорний пішак · b4 білий пішак · d4 чорний король · g4 білий пішак · b3 біла тура · g3 білий пішак · h1 білий слон | b8 білий король · d7 чорний пішак · g7 білий слон · d6 білий кінь · e6 чорний пішак · e5 чорний пішак · f5 чорний пішак · g5 чорний пішак · b4 білий пішак · d4 чорний король · g4 білий пішак · b3 біла тура · g3 білий пішак · h1 білий слон | 3 |
| 2 | b8 білий король · d7 чорний пішак · g7 білий слон · d6 білий кінь · e6 чорний пішак · e5 чорний пішак · f5 чорний пішак · g5 чорний пішак · b4 білий пішак · d4 чорний король · g4 білий пішак · b3 біла тура · g3 білий пішак · h1 білий слон | b8 білий король · d7 чорний пішак · g7 білий слон · d6 білий кінь · e6 чорний пішак · e5 чорний пішак · f5 чорний пішак · g5 чорний пішак · b4 білий пішак · d4 чорний король · g4 білий пішак · b3 біла тура · g3 білий пішак · h1 білий слон | b8 білий король · d7 чорний пішак · g7 білий слон · d6 білий кінь · e6 чорний пішак · e5 чорний пішак · f5 чорний пішак · g5 чорний пішак · b4 білий пішак · d4 чорний король · g4 білий пішак · b3 біла тура · g3 білий пішак · h1 білий слон | b8 білий король · d7 чорний пішак · g7 білий слон · d6 білий кінь · e6 чорний пішак · e5 чорний пішак · f5 чорний пішак · g5 чорний пішак · b4 білий пішак · d4 чорний король · g4 білий пішак · b3 біла тура · g3 білий пішак · h1 білий слон | b8 білий король · d7 чорний пішак · g7 білий слон · d6 білий кінь · e6 чорний пішак · e5 чорний пішак · f5 чорний пішак · g5 чорний пішак · b4 білий пішак · d4 чорний король · g4 білий пішак · b3 біла тура · g3 білий пішак · h1 білий слон | b8 білий король · d7 чорний пішак · g7 білий слон · d6 білий кінь · e6 чорний пішак · e5 чорний пішак · f5 чорний пішак · g5 чорний пішак · b4 білий пішак · d4 чорний король · g4 білий пішак · b3 біла тура · g3 білий пішак · h1 білий слон | b8 білий король · d7 чорний пішак · g7 білий слон · d6 білий кінь · e6 чорний пішак · e5 чорний пішак · f5 чорний пішак · g5 чорний пішак · b4 білий пішак · d4 чорний король · g4 білий пішак · b3 біла тура · g3 білий пішак · h1 білий слон | b8 білий король · d7 чорний пішак · g7 білий слон · d6 білий кінь · e6 чорний пішак · e5 чорний пішак · f5 чорний пішак · g5 чорний пішак · b4 білий пішак · d4 чорний король · g4 білий пішак · b3 біла тура · g3 білий пішак · h1 білий слон | 2 |
| 1 | b8 білий король · d7 чорний пішак · g7 білий слон · d6 білий кінь · e6 чорний пішак · e5 чорний пішак · f5 чорний пішак · g5 чорний пішак · b4 білий пішак · d4 чорний король · g4 білий пішак · b3 біла тура · g3 білий пішак · h1 білий слон | b8 білий король · d7 чорний пішак · g7 білий слон · d6 білий кінь · e6 чорний пішак · e5 чорний пішак · f5 чорний пішак · g5 чорний пішак · b4 білий пішак · d4 чорний король · g4 білий пішак · b3 біла тура · g3 білий пішак · h1 білий слон | b8 білий король · d7 чорний пішак · g7 білий слон · d6 білий кінь · e6 чорний пішак · e5 чорний пішак · f5 чорний пішак · g5 чорний пішак · b4 білий пішак · d4 чорний король · g4 білий пішак · b3 біла тура · g3 білий пішак · h1 білий слон | b8 білий король · d7 чорний пішак · g7 білий слон · d6 білий кінь · e6 чорний пішак · e5 чорний пішак · f5 чорний пішак · g5 чорний пішак · b4 білий пішак · d4 чорний король · g4 білий пішак · b3 біла тура · g3 білий пішак · h1 білий слон | b8 білий король · d7 чорний пішак · g7 білий слон · d6 білий кінь · e6 чорний пішак · e5 чорний пішак · f5 чорний пішак · g5 чорний пішак · b4 білий пішак · d4 чорний король · g4 білий пішак · b3 біла тура · g3 білий пішак · h1 білий слон | b8 білий король · d7 чорний пішак · g7 білий слон · d6 білий кінь · e6 чорний пішак · e5 чорний пішак · f5 чорний пішак · g5 чорний пішак · b4 білий пішак · d4 чорний король · g4 білий пішак · b3 біла тура · g3 білий пішак · h1 білий слон | b8 білий король · d7 чорний пішак · g7 білий слон · d6 білий кінь · e6 чорний пішак · e5 чорний пішак · f5 чорний пішак · g5 чорний пішак · b4 білий пішак · d4 чорний король · g4 білий пішак · b3 біла тура · g3 білий пішак · h1 білий слон | b8 білий король · d7 чорний пішак · g7 білий слон · d6 білий кінь · e6 чорний пішак · e5 чорний пішак · f5 чорний пішак · g5 чорний пішак · b4 білий пішак · d4 чорний король · g4 білий пішак · b3 біла тура · g3 білий пішак · h1 білий слон | 1 |
|   | a | b | c | d | e | f | g | h |   |

FEN: 1K6/3p2B1/3Np3/4ppp1/1P1k2P1/1R4P1/8/7B
1. Ba8! fg4! 2. Kb7 Kd5 3. Rd3#
1. ... f4 2. Be4 f4~ 3. Rd3#
Білий слон робить критичний хід через усю шахівницю, а чорні намагаються створити для себе стан пату і забравши пішака білих, заблоковують свого. Для уникнення пату, в білих є хід на критичне поле королем для перекриття лінії контрольованої слоном. наступним ходом білі оголошують мат.  
|   | a | b | c | d | e | f | g | h |   |
| 8 | g7 чорний пішак · g6 білий ферзь · h6 чорний пішак · d5 білий кінь · f5 чорний пішак · h5 білий пішак · c4 білий пішак · f3 чорний король · c2 білий пішак · e2 чорний пішак · e1 білий король · g1 білий слон | g7 чорний пішак · g6 білий ферзь · h6 чорний пішак · d5 білий кінь · f5 чорний пішак · h5 білий пішак · c4 білий пішак · f3 чорний король · c2 білий пішак · e2 чорний пішак · e1 білий король · g1 білий слон | g7 чорний пішак · g6 білий ферзь · h6 чорний пішак · d5 білий кінь · f5 чорний пішак · h5 білий пішак · c4 білий пішак · f3 чорний король · c2 білий пішак · e2 чорний пішак · e1 білий король · g1 білий слон | g7 чорний пішак · g6 білий ферзь · h6 чорний пішак · d5 білий кінь · f5 чорний пішак · h5 білий пішак · c4 білий пішак · f3 чорний король · c2 білий пішак · e2 чорний пішак · e1 білий король · g1 білий слон | g7 чорний пішак · g6 білий ферзь · h6 чорний пішак · d5 білий кінь · f5 чорний пішак · h5 білий пішак · c4 білий пішак · f3 чорний король · c2 білий пішак · e2 чорний пішак · e1 білий король · g1 білий слон | g7 чорний пішак · g6 білий ферзь · h6 чорний пішак · d5 білий кінь · f5 чорний пішак · h5 білий пішак · c4 білий пішак · f3 чорний король · c2 білий пішак · e2 чорний пішак · e1 білий король · g1 білий слон | g7 чорний пішак · g6 білий ферзь · h6 чорний пішак · d5 білий кінь · f5 чорний пішак · h5 білий пішак · c4 білий пішак · f3 чорний король · c2 білий пішак · e2 чорний пішак · e1 білий король · g1 білий слон | g7 чорний пішак · g6 білий ферзь · h6 чорний пішак · d5 білий кінь · f5 чорний пішак · h5 білий пішак · c4 білий пішак · f3 чорний король · c2 білий пішак · e2 чорний пішак · e1 білий король · g1 білий слон | 8 |
| 7 | g7 чорний пішак · g6 білий ферзь · h6 чорний пішак · d5 білий кінь · f5 чорний пішак · h5 білий пішак · c4 білий пішак · f3 чорний король · c2 білий пішак · e2 чорний пішак · e1 білий король · g1 білий слон | g7 чорний пішак · g6 білий ферзь · h6 чорний пішак · d5 білий кінь · f5 чорний пішак · h5 білий пішак · c4 білий пішак · f3 чорний король · c2 білий пішак · e2 чорний пішак · e1 білий король · g1 білий слон | g7 чорний пішак · g6 білий ферзь · h6 чорний пішак · d5 білий кінь · f5 чорний пішак · h5 білий пішак · c4 білий пішак · f3 чорний король · c2 білий пішак · e2 чорний пішак · e1 білий король · g1 білий слон | g7 чорний пішак · g6 білий ферзь · h6 чорний пішак · d5 білий кінь · f5 чорний пішак · h5 білий пішак · c4 білий пішак · f3 чорний король · c2 білий пішак · e2 чорний пішак · e1 білий король · g1 білий слон | g7 чорний пішак · g6 білий ферзь · h6 чорний пішак · d5 білий кінь · f5 чорний пішак · h5 білий пішак · c4 білий пішак · f3 чорний король · c2 білий пішак · e2 чорний пішак · e1 білий король · g1 білий слон | g7 чорний пішак · g6 білий ферзь · h6 чорний пішак · d5 білий кінь · f5 чорний пішак · h5 білий пішак · c4 білий пішак · f3 чорний король · c2 білий пішак · e2 чорний пішак · e1 білий король · g1 білий слон | g7 чорний пішак · g6 білий ферзь · h6 чорний пішак · d5 білий кінь · f5 чорний пішак · h5 білий пішак · c4 білий пішак · f3 чорний король · c2 білий пішак · e2 чорний пішак · e1 білий король · g1 білий слон | g7 чорний пішак · g6 білий ферзь · h6 чорний пішак · d5 білий кінь · f5 чорний пішак · h5 білий пішак · c4 білий пішак · f3 чорний король · c2 білий пішак · e2 чорний пішак · e1 білий король · g1 білий слон | 7 |
| 6 | g7 чорний пішак · g6 білий ферзь · h6 чорний пішак · d5 білий кінь · f5 чорний пішак · h5 білий пішак · c4 білий пішак · f3 чорний король · c2 білий пішак · e2 чорний пішак · e1 білий король · g1 білий слон | g7 чорний пішак · g6 білий ферзь · h6 чорний пішак · d5 білий кінь · f5 чорний пішак · h5 білий пішак · c4 білий пішак · f3 чорний король · c2 білий пішак · e2 чорний пішак · e1 білий король · g1 білий слон | g7 чорний пішак · g6 білий ферзь · h6 чорний пішак · d5 білий кінь · f5 чорний пішак · h5 білий пішак · c4 білий пішак · f3 чорний король · c2 білий пішак · e2 чорний пішак · e1 білий король · g1 білий слон | g7 чорний пішак · g6 білий ферзь · h6 чорний пішак · d5 білий кінь · f5 чорний пішак · h5 білий пішак · c4 білий пішак · f3 чорний король · c2 білий пішак · e2 чорний пішак · e1 білий король · g1 білий слон | g7 чорний пішак · g6 білий ферзь · h6 чорний пішак · d5 білий кінь · f5 чорний пішак · h5 білий пішак · c4 білий пішак · f3 чорний король · c2 білий пішак · e2 чорний пішак · e1 білий король · g1 білий слон | g7 чорний пішак · g6 білий ферзь · h6 чорний пішак · d5 білий кінь · f5 чорний пішак · h5 білий пішак · c4 білий пішак · f3 чорний король · c2 білий пішак · e2 чорний пішак · e1 білий король · g1 білий слон | g7 чорний пішак · g6 білий ферзь · h6 чорний пішак · d5 білий кінь · f5 чорний пішак · h5 білий пішак · c4 білий пішак · f3 чорний король · c2 білий пішак · e2 чорний пішак · e1 білий король · g1 білий слон | g7 чорний пішак · g6 білий ферзь · h6 чорний пішак · d5 білий кінь · f5 чорний пішак · h5 білий пішак · c4 білий пішак · f3 чорний король · c2 білий пішак · e2 чорний пішак · e1 білий король · g1 білий слон | 6 |
| 5 | g7 чорний пішак · g6 білий ферзь · h6 чорний пішак · d5 білий кінь · f5 чорний пішак · h5 білий пішак · c4 білий пішак · f3 чорний король · c2 білий пішак · e2 чорний пішак · e1 білий король · g1 білий слон | g7 чорний пішак · g6 білий ферзь · h6 чорний пішак · d5 білий кінь · f5 чорний пішак · h5 білий пішак · c4 білий пішак · f3 чорний король · c2 білий пішак · e2 чорний пішак · e1 білий король · g1 білий слон | g7 чорний пішак · g6 білий ферзь · h6 чорний пішак · d5 білий кінь · f5 чорний пішак · h5 білий пішак · c4 білий пішак · f3 чорний король · c2 білий пішак · e2 чорний пішак · e1 білий король · g1 білий слон | g7 чорний пішак · g6 білий ферзь · h6 чорний пішак · d5 білий кінь · f5 чорний пішак · h5 білий пішак · c4 білий пішак · f3 чорний король · c2 білий пішак · e2 чорний пішак · e1 білий король · g1 білий слон | g7 чорний пішак · g6 білий ферзь · h6 чорний пішак · d5 білий кінь · f5 чорний пішак · h5 білий пішак · c4 білий пішак · f3 чорний король · c2 білий пішак · e2 чорний пішак · e1 білий король · g1 білий слон | g7 чорний пішак · g6 білий ферзь · h6 чорний пішак · d5 білий кінь · f5 чорний пішак · h5 білий пішак · c4 білий пішак · f3 чорний король · c2 білий пішак · e2 чорний пішак · e1 білий король · g1 білий слон | g7 чорний пішак · g6 білий ферзь · h6 чорний пішак · d5 білий кінь · f5 чорний пішак · h5 білий пішак · c4 білий пішак · f3 чорний король · c2 білий пішак · e2 чорний пішак · e1 білий король · g1 білий слон | g7 чорний пішак · g6 білий ферзь · h6 чорний пішак · d5 білий кінь · f5 чорний пішак · h5 білий пішак · c4 білий пішак · f3 чорний король · c2 білий пішак · e2 чорний пішак · e1 білий король · g1 білий слон | 5 |
| 4 | g7 чорний пішак · g6 білий ферзь · h6 чорний пішак · d5 білий кінь · f5 чорний пішак · h5 білий пішак · c4 білий пішак · f3 чорний король · c2 білий пішак · e2 чорний пішак · e1 білий король · g1 білий слон | g7 чорний пішак · g6 білий ферзь · h6 чорний пішак · d5 білий кінь · f5 чорний пішак · h5 білий пішак · c4 білий пішак · f3 чорний король · c2 білий пішак · e2 чорний пішак · e1 білий король · g1 білий слон | g7 чорний пішак · g6 білий ферзь · h6 чорний пішак · d5 білий кінь · f5 чорний пішак · h5 білий пішак · c4 білий пішак · f3 чорний король · c2 білий пішак · e2 чорний пішак · e1 білий король · g1 білий слон | g7 чорний пішак · g6 білий ферзь · h6 чорний пішак · d5 білий кінь · f5 чорний пішак · h5 білий пішак · c4 білий пішак · f3 чорний король · c2 білий пішак · e2 чорний пішак · e1 білий король · g1 білий слон | g7 чорний пішак · g6 білий ферзь · h6 чорний пішак · d5 білий кінь · f5 чорний пішак · h5 білий пішак · c4 білий пішак · f3 чорний король · c2 білий пішак · e2 чорний пішак · e1 білий король · g1 білий слон | g7 чорний пішак · g6 білий ферзь · h6 чорний пішак · d5 білий кінь · f5 чорний пішак · h5 білий пішак · c4 білий пішак · f3 чорний король · c2 білий пішак · e2 чорний пішак · e1 білий король · g1 білий слон | g7 чорний пішак · g6 білий ферзь · h6 чорний пішак · d5 білий кінь · f5 чорний пішак · h5 білий пішак · c4 білий пішак · f3 чорний король · c2 білий пішак · e2 чорний пішак · e1 білий король · g1 білий слон | g7 чорний пішак · g6 білий ферзь · h6 чорний пішак · d5 білий кінь · f5 чорний пішак · h5 білий пішак · c4 білий пішак · f3 чорний король · c2 білий пішак · e2 чорний пішак · e1 білий король · g1 білий слон | 4 |
| 3 | g7 чорний пішак · g6 білий ферзь · h6 чорний пішак · d5 білий кінь · f5 чорний пішак · h5 білий пішак · c4 білий пішак · f3 чорний король · c2 білий пішак · e2 чорний пішак · e1 білий король · g1 білий слон | g7 чорний пішак · g6 білий ферзь · h6 чорний пішак · d5 білий кінь · f5 чорний пішак · h5 білий пішак · c4 білий пішак · f3 чорний король · c2 білий пішак · e2 чорний пішак · e1 білий король · g1 білий слон | g7 чорний пішак · g6 білий ферзь · h6 чорний пішак · d5 білий кінь · f5 чорний пішак · h5 білий пішак · c4 білий пішак · f3 чорний король · c2 білий пішак · e2 чорний пішак · e1 білий король · g1 білий слон | g7 чорний пішак · g6 білий ферзь · h6 чорний пішак · d5 білий кінь · f5 чорний пішак · h5 білий пішак · c4 білий пішак · f3 чорний король · c2 білий пішак · e2 чорний пішак · e1 білий король · g1 білий слон | g7 чорний пішак · g6 білий ферзь · h6 чорний пішак · d5 білий кінь · f5 чорний пішак · h5 білий пішак · c4 білий пішак · f3 чорний король · c2 білий пішак · e2 чорний пішак · e1 білий король · g1 білий слон | g7 чорний пішак · g6 білий ферзь · h6 чорний пішак · d5 білий кінь · f5 чорний пішак · h5 білий пішак · c4 білий пішак · f3 чорний король · c2 білий пішак · e2 чорний пішак · e1 білий король · g1 білий слон | g7 чорний пішак · g6 білий ферзь · h6 чорний пішак · d5 білий кінь · f5 чорний пішак · h5 білий пішак · c4 білий пішак · f3 чорний король · c2 білий пішак · e2 чорний пішак · e1 білий король · g1 білий слон | g7 чорний пішак · g6 білий ферзь · h6 чорний пішак · d5 білий кінь · f5 чорний пішак · h5 білий пішак · c4 білий пішак · f3 чорний король · c2 білий пішак · e2 чорний пішак · e1 білий король · g1 білий слон | 3 |
| 2 | g7 чорний пішак · g6 білий ферзь · h6 чорний пішак · d5 білий кінь · f5 чорний пішак · h5 білий пішак · c4 білий пішак · f3 чорний король · c2 білий пішак · e2 чорний пішак · e1 білий король · g1 білий слон | g7 чорний пішак · g6 білий ферзь · h6 чорний пішак · d5 білий кінь · f5 чорний пішак · h5 білий пішак · c4 білий пішак · f3 чорний король · c2 білий пішак · e2 чорний пішак · e1 білий король · g1 білий слон | g7 чорний пішак · g6 білий ферзь · h6 чорний пішак · d5 білий кінь · f5 чорний пішак · h5 білий пішак · c4 білий пішак · f3 чорний король · c2 білий пішак · e2 чорний пішак · e1 білий король · g1 білий слон | g7 чорний пішак · g6 білий ферзь · h6 чорний пішак · d5 білий кінь · f5 чорний пішак · h5 білий пішак · c4 білий пішак · f3 чорний король · c2 білий пішак · e2 чорний пішак · e1 білий король · g1 білий слон | g7 чорний пішак · g6 білий ферзь · h6 чорний пішак · d5 білий кінь · f5 чорний пішак · h5 білий пішак · c4 білий пішак · f3 чорний король · c2 білий пішак · e2 чорний пішак · e1 білий король · g1 білий слон | g7 чорний пішак · g6 білий ферзь · h6 чорний пішак · d5 білий кінь · f5 чорний пішак · h5 білий пішак · c4 білий пішак · f3 чорний король · c2 білий пішак · e2 чорний пішак · e1 білий король · g1 білий слон | g7 чорний пішак · g6 білий ферзь · h6 чорний пішак · d5 білий кінь · f5 чорний пішак · h5 білий пішак · c4 білий пішак · f3 чорний король · c2 білий пішак · e2 чорний пішак · e1 білий король · g1 білий слон | g7 чорний пішак · g6 білий ферзь · h6 чорний пішак · d5 білий кінь · f5 чорний пішак · h5 білий пішак · c4 білий пішак · f3 чорний король · c2 білий пішак · e2 чорний пішак · e1 білий король · g1 білий слон | 2 |
| 1 | g7 чорний пішак · g6 білий ферзь · h6 чорний пішак · d5 білий кінь · f5 чорний пішак · h5 білий пішак · c4 білий пішак · f3 чорний король · c2 білий пішак · e2 чорний пішак · e1 білий король · g1 білий слон | g7 чорний пішак · g6 білий ферзь · h6 чорний пішак · d5 білий кінь · f5 чорний пішак · h5 білий пішак · c4 білий пішак · f3 чорний король · c2 білий пішак · e2 чорний пішак · e1 білий король · g1 білий слон | g7 чорний пішак · g6 білий ферзь · h6 чорний пішак · d5 білий кінь · f5 чорний пішак · h5 білий пішак · c4 білий пішак · f3 чорний король · c2 білий пішак · e2 чорний пішак · e1 білий король · g1 білий слон | g7 чорний пішак · g6 білий ферзь · h6 чорний пішак · d5 білий кінь · f5 чорний пішак · h5 білий пішак · c4 білий пішак · f3 чорний король · c2 білий пішак · e2 чорний пішак · e1 білий король · g1 білий слон | g7 чорний пішак · g6 білий ферзь · h6 чорний пішак · d5 білий кінь · f5 чорний пішак · h5 білий пішак · c4 білий пішак · f3 чорний король · c2 білий пішак · e2 чорний пішак · e1 білий король · g1 білий слон | g7 чорний пішак · g6 білий ферзь · h6 чорний пішак · d5 білий кінь · f5 чорний пішак · h5 білий пішак · c4 білий пішак · f3 чорний король · c2 білий пішак · e2 чорний пішак · e1 білий король · g1 білий слон | g7 чорний пішак · g6 білий ферзь · h6 чорний пішак · d5 білий кінь · f5 чорний пішак · h5 білий пішак · c4 білий пішак · f3 чорний король · c2 білий пішак · e2 чорний пішак · e1 білий король · g1 білий слон | g7 чорний пішак · g6 білий ферзь · h6 чорний пішак · d5 білий кінь · f5 чорний пішак · h5 білий пішак · c4 білий пішак · f3 чорний король · c2 білий пішак · e2 чорний пішак · e1 білий король · g1 білий слон | 1 |
|   | a | b | c | d | e | f | g | h |   |

FEN: 8/6p1/6Qp/3N1p1P/2P5/5k2/2P1p3/4K1B1
1. Ba7! ~ Zz
1. ... f4   2. Sb6 Ke3 3. Qd3#
- — - — - — -
1. ... Ke4 2. Qg3   ~  3. Qe3, Qf4, Sc3#
Білий слон робить критичний хід, а чорні ходом пішака на поле «f4» намагаються створити для себе стан пату, але білий кінь перекриває слона і в чорного короля з'являється вільне поле.